# Wolfgang Harnisch
Wolfgang Harnisch (* 12. November 1934 in Solingen; † 3. Juni 2022 in Marburg) war ein deutscher evangelischer Theologe. Er war Neutestamentler und Hochschullehrer in Marburg.

## Leben
Wolfgang Harnisch studierte Evangelische Theologie an den Universitäten in Berlin, Heidelberg, Göttingen und Bonn. Anschließend wurde er Vikar in Düsseldorf und Assistent an der Philipps-Universität Marburg bei Ernst Fuchs.
Wolfgang Harnisch promovierte 1967 an der Philipps-Universität Marburg bei Ernst Fuchs zum Dr. theol. Seine Doktorarbeit trägt den Titel Verhängnis und Verheißung der Geschichte. Untersuchungen zum Zeit- und Geschichtsverständnis im 4. Buch Esra und in der syrischen Baruchapokalypse (FRLANT 97, Göttingen 1969).
Im Jahr 1971 habilitierte er sich, ebenfalls bei Ernst Fuchs, mit einer Untersuchung über den 1. Thessalonicher-Brief: Eschatologische Existenz. Ein exegetischer Beitrag zum Sachanliegen von 1. Thessalonicher 4, 13-5, 11 (FRLANT 110, Göttingen 1973).  
1972 wurde er Professor an der Pädagogischen Hochschule Reutlingen. 
1974 nahm er einen Ruf auf die Professur für Neues Testament an der Universität Marburg im Fachbereich Evangelische Theologie an, die er bis zu seiner Emeritierung 1998 innehatte. Er lebte in Marburg-Cappel.
Freunde, Schüler, Kollegen und eine Kollegin widmeten Wolfgang Harnisch zu seinem 60. Geburtstag eine Festschrift, die mit der Pointe des Gleichnisses von den Arbeitern im Weinberg „Der bezwingende Fortschritt des Guten“ überschrieben ist (hrsg. von Ulrich Schoenborn und Stephan Pfürtner, Münster 1994).
Zweimal stand Harnisch dem Fachbereich Evangelische Theologie als Dekan vor. Harnisch wirkte im Kuratorium der Evangelischen Akademie Hofgeismar und war Vizepräsident der Académie Internationale des Sciences Religieuses. Er unternahm zahlreiche Vortrags- und Konferenzreisen in die USA sowie ins europäische Ausland und arbeitete in internationalen Forschungsgruppen zur Apokalyptik und zur Gleichnisforschung.

## Veröffentlichungen
- Die Gleichniserzählungen Jesu. Göttingen 1985, ISBN 3-8252-1343-9.
- Wolfgang Harnisch (Hrsg.): Die neutestamentliche Gleichnisforschung im Horizont von Hermeneutik und Literaturwissenschaft. Wissenschaftliche Buchgesellschaft, Darmstadt 1982